# 리튬 연소
리튬 연소(Lithium burning)는 항성이 리튬을 태워없애는 일이다. 적색왜성과 갈색왜성의 구분에 유용하다.

## 같이 보기
- 리튬 문제
- 다이리튬
- 리튬 동위 원소
- 리튬